# Romaszky (obwód kirowohradzki)
Romaszky (ukr. Ромашки) – wieś na Ukrainie, w obwodzie kirowohradzkim, w rejonie kropywnyckim, w hromadzie Kompanijiwka. W 2001 liczyła 128 mieszkańców, spośród których 99 wskazało jako ojczysty język ukraiński, 6 rosyjski, 15 mołdawski, a 8 węgierski.